# Сліпуха
Сліпуха — річка в Україні, в межах Березівського району Одеської області. Ліва притока Тилігулу (басейн Чорного моря).

## Опис
Довжина 19 км. Долина вузька, глибока, порізана балками і ярами. Річище слабозвивисте, влітку пересихає. Споруджено кілька ставків.

## Розташування
Сліпуха бере початок в селі Новопетрівці. Тече переважно на південний схід (місцями — на південь). Впадає до Тилігулу біля південної околиці села Заводівки.